# Nonet
Een nonet is een muziekensemble van negen muziekinstrumenten of een daarvoor geschreven compositie. Er is geen voorgeschreven of traditionele bezetting van het nonet. Allerlei combinaties zijn mogelijk. 

## Klassieke muziek
In de klassieke muziek behoort het nonet tot de grootste bezettingen die nog tot de kamermuziek gerekend worden. Er bestaan nonetten voor strijkinstrumenten, blaasinstrumenten en combinaties daarvan.
Schuberts Eine kleine Trauermusik (1812) is een nonet voor twee klarinetten, twee fagotten, een contrafagot, twee hoorns en twee trombones. De nonetten van Louis Spohr (1813), George Onslow (1846), Franz Lachner {1875) en Joseph Rheinberger (1884) zijn geschreven voor fluit, hobo, klarinet, fagot, hoorn, viool, altviool, cello en contrabas. Samuel Coleridge-Taylor (1894) koos dezelfde bezetting, maar met piano in plaats van de fluit. 
In de 20e eeuw werden nonetten gecomponeerd door onder meer Heitor Villa-Lobos, Bohuslav Martinů, Alois Hába (vier stuks) en Jan van Gilse.
Besproken werken:
- Nattmusikk van Johan Kvandal
- Nonet van Aarre Merikanto.

## Jazz
Bij nonetten in de jazzmuziek is de keuze van de instrumenten nog vrijer. Het Miles Davis Nonet bestond uit  trompet, trombone, hoorn, tuba, altsaxofoon, baritonsaxofoon, piano, bas en drums. De samenstelling van het Jerry Wortman Nonet was saxofoon, vijf gitaren, slagwerk, bas en drums, maar toen de saxofoon verdween ging het ensemble verder als Jerry Wortman Octet. 
Naar aantal leden: Eenmansorkest / Solist · Duo ·  Trio ·  Kwartet ·  Kwintet · Sextet · Septet · Octet · Nonet